# 中國高原
由於中國地形呈西高東低，故此高原主要集中在中西部。以下是其中幾個最大的高原
西南部
- 青藏高原
- 雲貴高原

中西部
- 內蒙古高原
- 黃土高原